# Liste der Pfarren im Dekanat Pottenstein
Das Dekanat Pottenstein ist ein Dekanat im Vikariat unter dem Wienerwald der römisch-katholischen Erzdiözese Wien.

## Pfarren mit Kirchengebäuden und Kapellen
| Pfarre                       | Pfarrverband/Seelsorgeraum | Ink.       | Seit               | Patrozinium             | Kirchengebäude und Kapellen                                                                                           | Bild                                        |
| Altenmarkt an der Triesting  | Oberes Triestingtal        |            | vor 1100, neu 1782 | St. Johannes der Täufer | Pfarrkirche Altenmarkt an der Triesting Filialkirche Thenneberg                                                       | Pfarrkirche Altenmarkt                      |
| Berndorf-St. Margareta       | Unter der Mandling         |            | 1885               | St. Margareta           | Pfarrkirche Berndorf Filialkirche Berndorf Maria Himmelfahrt, Kapelle im Landespensionisten- und -pflegeheim Berndorf | Pfarrkirche Berndorf                        |
| Enzesfeld                    |                            |            | um 1200            | St. Margareta           | Pfarrkirche Enzesfeld Filialkirche Lindabrunn, Spitalskirche Enzesfeld                                                | Pfarrkirche Enzesfeld                       |
| Furth an der Triesting       | Mittleres Triestingtal     |            | 1783               | St. Magdalena           | Pfarrkirche Furth an der Triesting                                                                                    | Pfarrkirche Furth                           |
| Grillenberg                  | Unter der Mandling         | Melk (OSB) | vor 1100           | St. Margareta           | Pfarrkirche Grillenberg Kapelle in Kleinfeld                                                                          | Pfarrkirche Grillenberg                     |
| Hafnerberg                   | Oberes Triestingtal        |            | 1782               | Unsere Liebe Frau       | Wallfahrtskirche Hafnerberg                                                                                           | Wallfahrtskirche Hafnerberg                 |
| Hernstein                    | Unter der Mandling         |            | um 1170            | St. Laurentius          | Pfarrkirche Hernstein Schlosskapelle Hernstein                                                                        | Pfarrkirche Hernstein                       |
| Hirtenberg                   |                            |            | 1949               | St. Elisabeth           | Pfarrkirche Hirtenberg                                                                                                | Pfarrkirche Hirtenberg                      |
| Klein-Mariazell              | Oberes Triestingtal        |            | um 1250            | Mariä Himmelfahrt       | Basilika Klein-Mariazell (Basilica minor)                                                                             | Wallfahrtskirche (Basilika) Klein-Mariazell |
| Leobersdorf                  |                            | Melk (OSB) | 1312               | St. Martin              | Pfarrkirche Leobersdorf Heilsamer Brunnen Leobersdorf mit der Wallfahrtskapelle Leobersdorf                           | Pfarrkirche Leobersdorf                     |
| Neuhaus                      | Oberes Triestingtal        |            | 1783               | St. Johann Nepomuk      | Pfarrkirche Neuhaus                                                                                                   | Pfarrkirche Neuhaus                         |
| Pottenstein                  | Mittleres Triestingtal     |            | um 1050            | Maria Trost im Elend    | Pfarr- und Wallfahrtskirche Pottenstein Filialkirche Fahrafeld                                                        | Pfarrkirche Pottenstein                     |
| St. Corona am Schöpfl        | Oberes Triestingtal        |            | 1726               | St. Corona              | Pfarrkirche St. Corona am Schöpfl Kapelle im Seniorenzentrum St. Corona                                               | Pfarrkirche St. Corona                      |
| St. Veit an der Triesting    |                            |            | 1783               | St. Veit                | Pfarrkirche St. Veit an der Triesting Filialkirche Ödlitz                                                             | Pfarrkirche St. Veit                        |
| Weissenbach an der Triesting | Mittleres Triestingtal     |            | 1946               | Heiligstes Herz Jesu    | Pfarrkirche Weissenbach an der Triesting                                                                              | Pfarrkirche Weissenbach                     |

## Dekanat Pottenstein
Das Dekanat umfasst 15 Pfarren mit 17.880 Katholiken.
Diözesaner Entwicklungsprozess
Am 29. November 2015 wurden für alle Pfarren der Erzdiözese Wien Entwicklungsräume definiert. Die Pfarren sollen in den Entwicklungsräumen stärker zusammenarbeiten, Pfarrverbände oder Seelsorgeräume bilden. Am Ende des Prozesses sollen aus den Entwicklungsräumen neue Pfarren entstehen. Im Dekanat Pottenstein wurden folgende Entwicklungsräume festgelegt:
- Berndorf-St. Margareta, Enzesfeld, Grillenberg, Hernstein, Hirtenberg, Leobersdorf und St. Veit an der Triesting
  - Subeinheit 1: Enzesfeld, Hirtenberg und Leobersdorf
  - Subeinheit 2: Berndorf-St. Margareta, St. Veit an der Triesting, Grillenberg und Hernstein
- Altenmarkt an der Triesting, Furth an der Triesting, Hafnerberg, Klein-Mariazell, Neuhaus, Pottenstein, St. Corona am Schöpfl und Weissenbach an der Triesting
  - Subeinheit 1: Altenmarkt an der Triesting, Hafnerberg, Klein-Mariazell und St. Corona am Schöpfl
  - Subeinheit 2: Furth an der Triesting, Neuhaus, Pottenstein und Weissenbach an der Triesting

Dechanten
- Alois Christoph Hüger Sam. Fluhm ist Dechant und Moderator von Altenmarkt an der Triesting und Kleinmariazell.